# Kedondong Raye
Kedondong Raye is een bestuurslaag in het regentschap Banyuasin van de provincie Zuid-Sumatra, Indonesië. Kedondong Raye telt 7075 inwoners (volkstelling 2010).